# Claude Joseph Rouget de Lisle
Claude Joseph Rouget de Lisle (10. května 1760, Montaigu, Jura – 26. června 1836) byl francouzský důstojník, revolucionář, autor textu i hudby francouzské hymny Marseillaise. Byl vlasteneckým kapitánem francouzské armády, psal příležitostné verše a písně. Marseillaisu napsal v dubnu 1792 ve Štrasburku jako Chant de guerre pour l'armée du Rhin (Válečná píseň Rýnské armády). Rouget de Lisle byl royalista, v roce 1793 byl proto uvězněn a jen těsně unikl gilotině, o rok později byl propuštěn. Zemřel v bídě,[zdroj?] ale ve vysokém věku 76 let. Napsal také několik dalších textů, vlasteneckou a příležitostnou poezii, sentimentální povídky, zhudebnil také asi padesát písní různých autorů.

## Fotogalerie

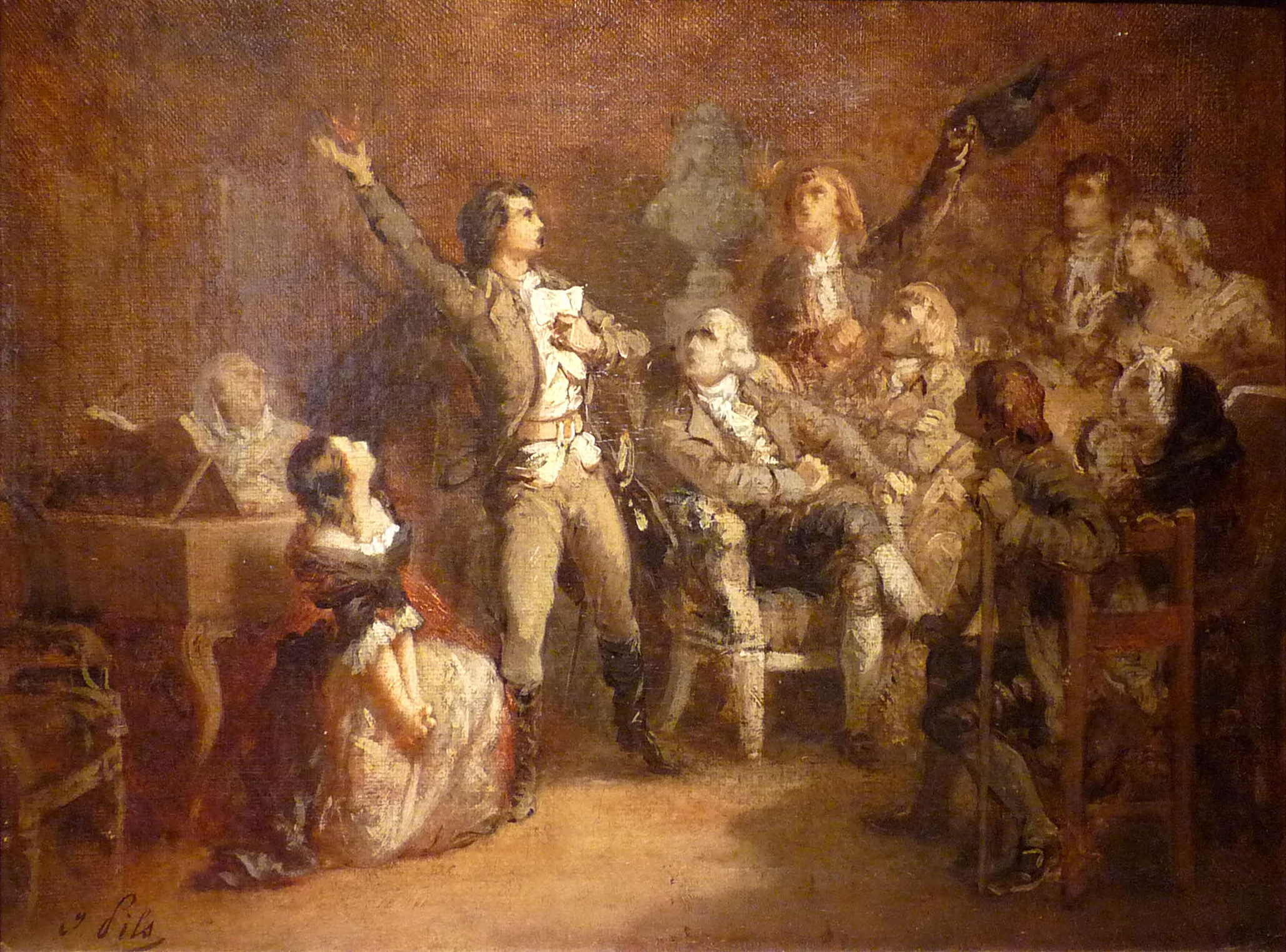
Rouget při zpěvu francouzské hymny (Isidore Pils; Muzeum historie ve Štrasburgu)
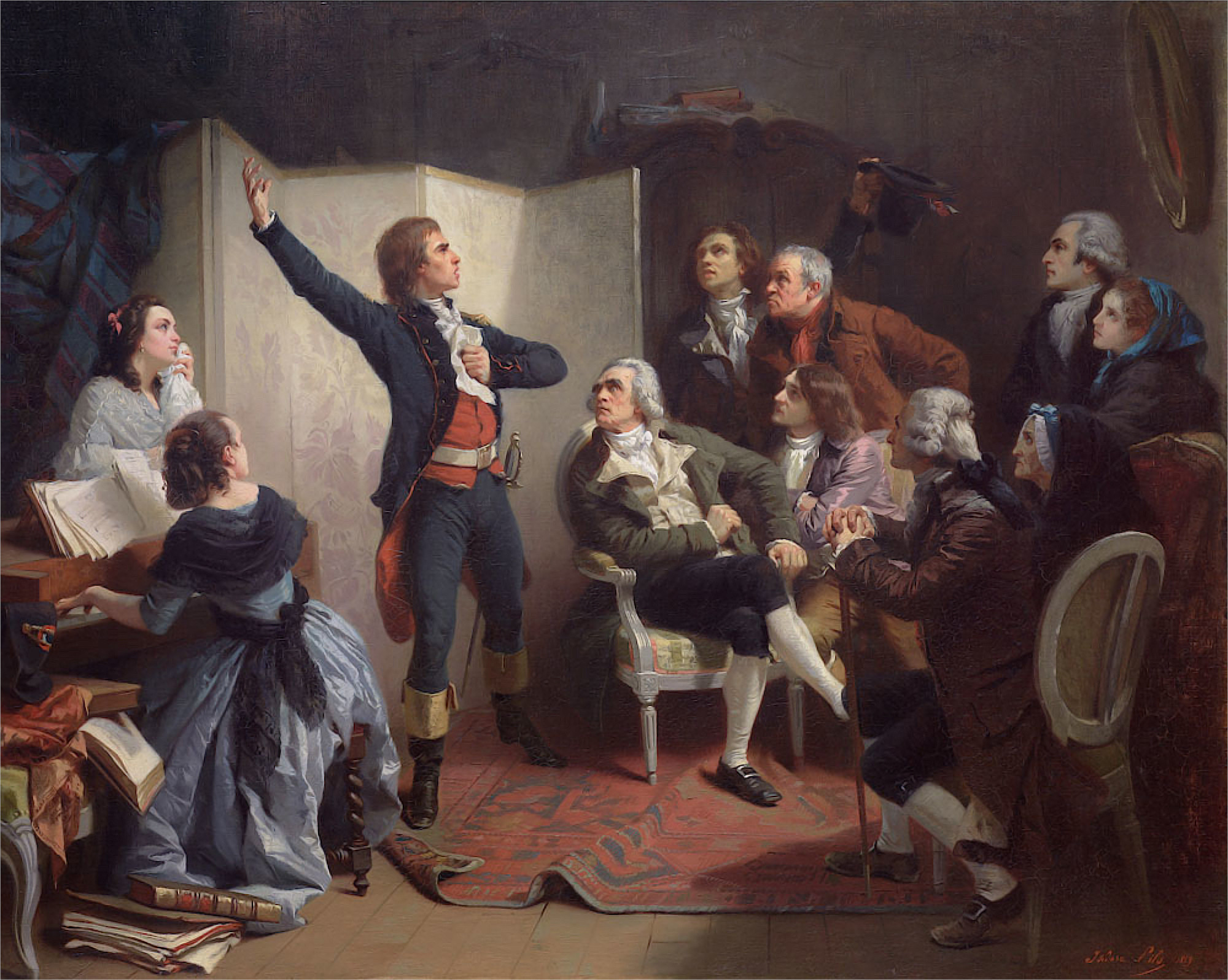
Rouget de Lisle při zpěvu francouzské hymny.
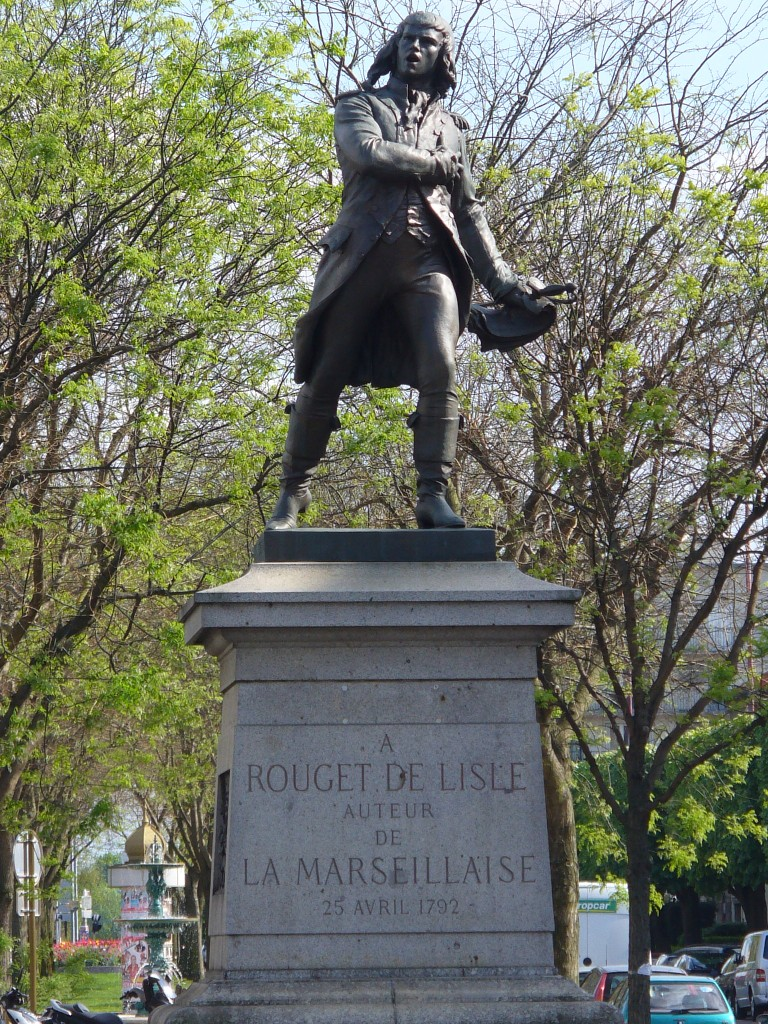
Socha Rouget de Lisle ve městě Choisy-le-Roi
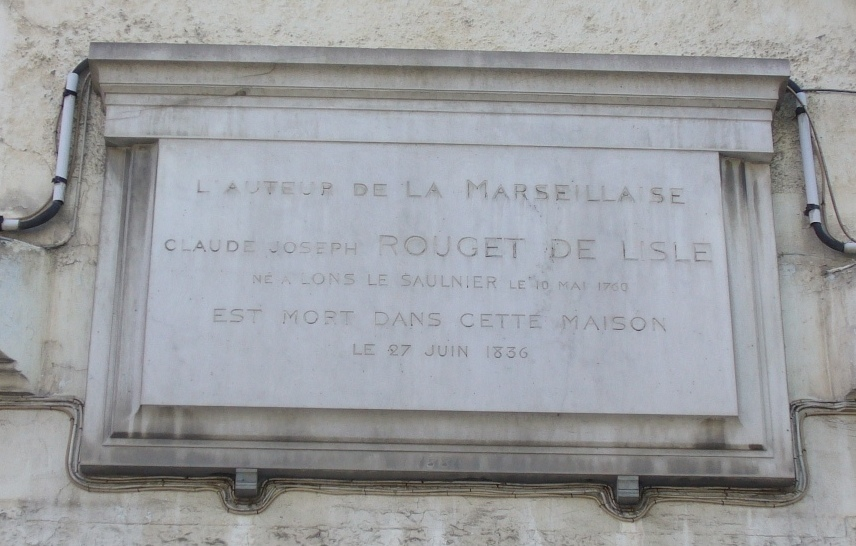
Pamětní deska
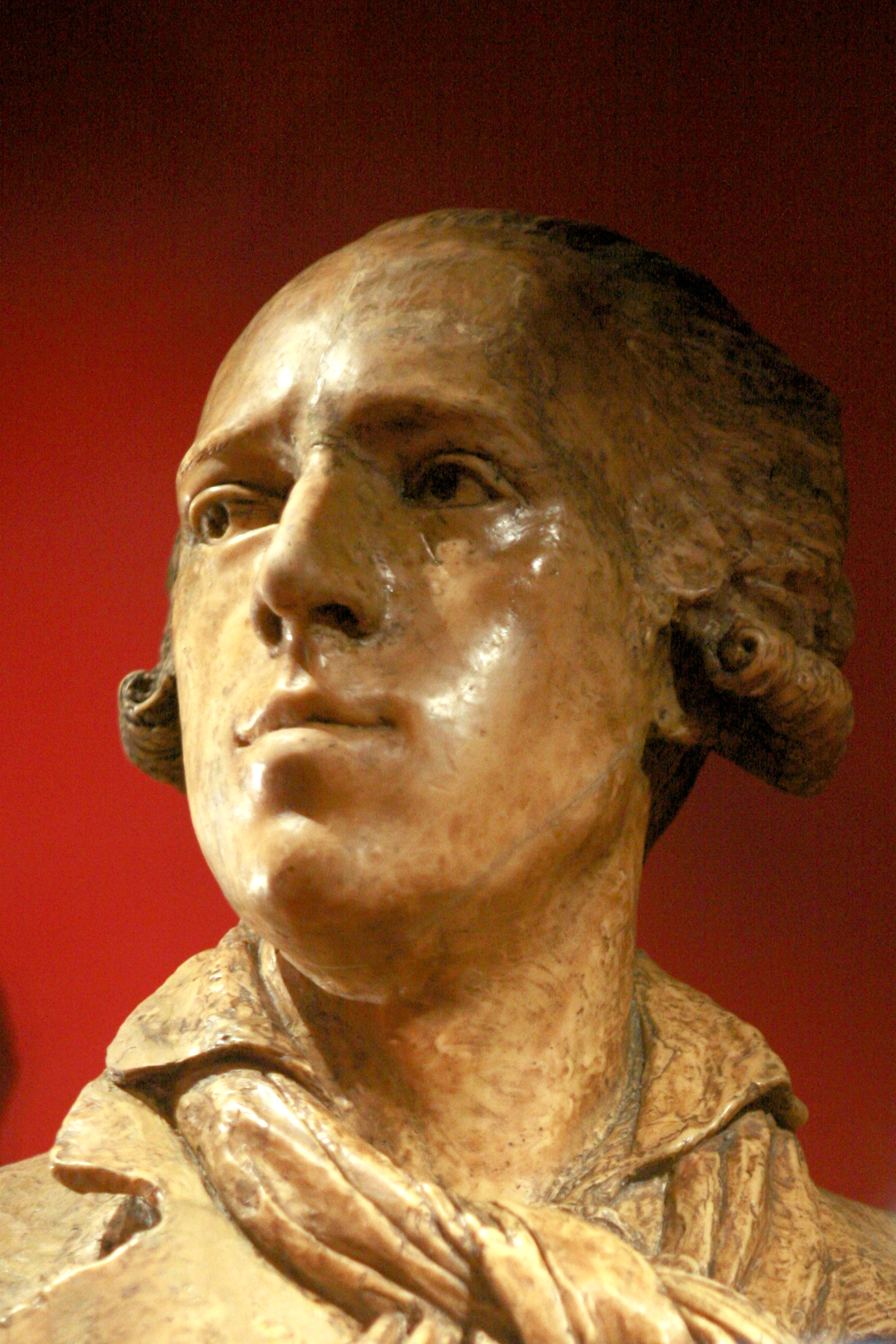
Busta Rouget de Lisle (David d'Angers, 1788–1856)